# Okänd soldat (film, 2017)
Okänd soldat (på finska: Tuntematon sotilas) är en finsk krigsfilm från 2017, i regi, producerad och skriven av Aku Louhimies. Filmen hade premiär på Finlands självständighetsdag, i samband med 100-årsjubileet av självständigheten. Det är den tredje filmatiseringen av Väinö Linnas roman Okänd soldat från 1954.

## Handling i korthet
Filmen utspelar sig under Fortsättningskriget 1941–1944 mellan Finland och Sovjetunionen och skildrar ett finskt maskingevärskompani.

## Versioner
Förutom den kompletta finska versionen på 179 minuter, finns en avkortad internationell version på 133 minuter. Det var den kortare internationella versionen som visades på biografer i Sverige i samband med premiären.

## Rollista
- Eero Aho – Antero Rokka
- Johannes Holopainen – Kariluoto
- Jussi Vatanen – Vilho Koskela
- Aku Hirviniemi – Urho Hietanen
- Hannes Suominen – Vanhala
- Paula Vesala – Lyyti
- Samuli Vauramo – Lammio
- Joonas Saartamo – Lahtinen
- Arttu Kapulainen – Susi
- Andrei Alén – Rahikainen
- Juho Milonoff – Honkajoki
- Matti Ristinen – Sarastie
- Severi Saarinen – Lehto
- Eino Heiskanen – Riitaoja
- Max Ovaska – Määttä
- Elias Gould – Ukkola
- Akseli Kouki – Salo
- Hemmo Karja – Mielonen
- Kimi Vilkkula – Sihvonen
- Jarkko Lahti – Viirilä
- Emil Hallberg – Kaukonen
- Eemeli Louhimies – Asumaniemi
- Leo Honkonen – Jalovaara
- Benjamin Klemettinen – Mäntynen
- Miro Apostolakis – Vuorela
- Robin Packalen – Hauhia[4]
- Pirkka-Pekka Petelius – Kaarna
- Ilkka Heiskanen – Korsumäki
- Turkka Mastomäki – Autio
- Marketta Tikkanen – Sirkka
- Mikko Kouki – Korpela
- Mikko Töyssy – Mäkilä
- Janne Virtanen – Karjula
- Oskar Pöysti – Sinkkonen
- Annika Stenvall – Raili Kotilainen
- Diana Pozharskaja – Vera
- Nika Savolainen – Nina
- Anssi Niemi – Fänrik
- Robert Enckell – Överstelöjtnant
- Elias Westerberg – Menig
- Miska Kaukonen – Förvirrad man
- Alina Tomnikov – Rysk kvinna
- Frans Isotalo – Fänrik
- Mikko Nousiainen – Ledare för skarpskyttegruppen
- Antero Vartia – Militär pastor